# Hoste
|  | Per a altres significats, vegeu «Host». |

|  | Per a altres significats, vegeu «Leif Hoste». |

En biologia, un hoste o hostatger és un organisme que alberga un altre organisme, que és un soci mutualista o comensalista que proveu generalment protecció i aliment. Segons el tipus d'organisme hostatjat, pot ser una cohabitació essencial per ambdós organismes, en altres casos l'organisme «visitant» pot provocar danys i fins a la mort de l'hoste. Aleshores es parla de parasitisme.
Per exemple: Una cèl·lula pot ser l'hoste d'un virus, un llegum pot ser l'hoste d'un bacteri nitrificant útil, un animal pot ser l'hoste d'un cuc paràsit, com ara un nematode. L'hoste s'ha d'adaptar per no trobar-se amb el paràsit (per exemple, modificant el seu comportament). Si la trobada té lloc, l'hoste s'ha d'adaptar per controlar o eliminar el paràsit.

## Tipus
- Hoste primari o definitiu: l'hoste en què l'organisme assoleix la maduresa.
- Hoste secundari o intermediari: l'hoste que només alberga l'organisme durant un període de transició.

Exemple: per als tripanosomes, que provoquen la malaltia de la son, els humans són hostes primaris, mentre que les mosques tse-tse són els hostes secundaris.